# Анаконда (оповідання)
«Анаконда» (ісп. Anaconda) — науково-фантастичне оповідання уругвайського письменника Орасіо Кіроґа, видане 1921 року, входить до збірки «Анаконда та інші історії».

## Основні мотиви
Сюжет розгортається навколо руйнувань, які люди завжди спричиняли в природі та тваринам, вторгуючись у їх місця проживання, дбаючи про те, аби лише здійснити свої егоїстичні амбіції. Кірога намагається пояснити цю тему уособленням гадюк.

## Сюжет
Історія починається з презентації Лансеолади, одинокої урути, яка, вирушаючи на полювання, виявила присутність Людини в джунглях, у старій нежилій будівлі, вона вирішує повідомити про це Конгрес Гадюк та попросити допомоги у своїх кузенів, зміїв (їх також називають «мисливцями», а не отруйними), з якими вони мають старе суперництво, і, отже, зможуть розслідувати ситуацію та зіткнутися з нею.
Таким чином, змія на ім'я Саканіна, усвідомлюючи небезпеку, яку присутність людей може представляти для змій, оскільки вони дуже схожі за зовнішнім виглядом і їх можна сплутати з ярарашами, вирішує потай дослідити стару будівлю. Вона з'ясувала, що люди планували полювати на всіх змій, щоб витягти з них всю отруту, і за допомогою цієї новини намагається втекти з дому, повідомивши Конгрес, коли її помічають чоловіки. Повідомляючи свої висновки Конгресу, Крусад, той самий, хто звернувся за допомогою до Сачаніни, пропонує повернутися знову до вище вказаного місця і зрештою потрапляє в полон, зустрічаючи Хамадріаса, вражаючу королівську кобру з Індії. Разом з нею вони вирішують створити ефективний план втечі, який полягає у тому, що Хамадріас вкусив Крузаду. План спрацював, оскільки Крузаді вдалося визнати мертвим та допомогти Хамадріасу втекти, в процесі спільного поранення людини.
Під час конгресу, який проводився до прибуття Крузади та Гамадріаса, з'явилася Анаконда, яка викликала у багатьох антипатію, оскільки вона знаходиться в добрих стосунках з людиною. Коли Гамадріас і Крузади приходять та розповідають про те, що сталося, вони пропонують припинити атакувати людей, а натомість убити коней, на що погодилася більшість, за винятком Крузади, Саканіни та Анаконди, які вірили що напад на собаку буде найкориснішим, оскільки вона імунізована і навчена переслідувати їх. Також розпочалася суперечка між Анакондою та Гамадріасом, оскільки останній хотів здійснювати командування гадюк.
Виконуючи напад, гадюки розуміють, що їм потрібно було напасти на собаку (Дабоя) і вирішити відступити, більшість з них уже мертві або знищені, рештки гадюк знову довіряють Гамадріасу, не підозрюючи, що він приведе їх до смерті лише через його поранену гордість. Саме в цей час Гамадріас та Анаконда стикаються між собою, завершуючи Конгрес Гадюк, та перемогою над Анакондою. Через декілька хвилин чоловіки та Дабой знищують решту гадюк, але рятують Анаконду.

## Внутрішня структура
Оповідання можна розділити відповідно до її внутрішньої структури, беручи до уваги одинадцять глав, наступним чином:
- Вступ: складається з першого розділу. Введено перший символ, представлено просторове та часове розташування та виявлено прибуття людини в джунглі.
- Зав'язка / Розвиток: складається з розділів два, три, чотири, п’ять, шість, сім, вісім, дев’ять та десять. Вони описують плани та боротьбу, яку здійснюють гадюки, щоб перемогти людей та жити в мирі, як це було на початку.
- Підсумок: складається з одинадцятої глави, розповідає про останній бій між гадюками та людьми та перемогу останніх.

## Тип оповідача
Оповідач характеризується зовнішністю (у 3-ій особі) та всезнанням, бо він все знає. «Він також почув шум».

## Просторове та часове розташування
Декілька разів автор посилається на місіонерські джунглі («Важкий час давив на джунглі») та річку Парану протягом оповідання. Натяки на час, про перехід від ночі до світанку, згадується в першій главі, а в наступних розділах навряд чи є звичайні посилання на моменти дня, що можна трактувати як проходження днів.

## Головні герої
- Ланцеолада: другорядний персонаж. «Це буде дуже красиво, метр п'ятдесят, з чорними кутами його флангу добре вирізаними в пилу, масштаб за шкалою». Занепокоєна своєю безпекою та безпекою загалом через прибуття диявольського чоловіка в джунглі, вважається трохи ворожою щодо певних героїв, включаючи Крузаду, маючи старе суперництво зі своїм видом Ярара.
- Терріфіка: другорядний персонаж. Його описують як досить стару гримучу змію, чий хвіст містить тридцять дві гримучі змії. Його довжина не перевищує одного метра сорока сантиметрів, «але натомість товщина досягла товщини пляшки». Описується як «чудовий екземпляр» і з жовтим ромбом, перехрещеним тулубом. Голова Ради Гадюк. Згадується також його недостатня кмітливість, яка компенсується гострими іклами.
- Коатіріта: третьорядний персонаж. Вона наймолодша з усіх. Наймолодша з усіх. З особливо загостреною головою і з боків добре видно рудувату лінію.
- Нойвід: третьорядний персонаж. Описана як струнка та зразок краси, її спина має біло-коричневі вигини на довгих смугах лососевого кольору.
- Крузада: головний герой. Уруту, згадується її суперництво з Нойвідом, що стосується краси, яку мало цінують. Також натякають на його розум і мужність. Має міцну дружбу з Ньясананіньєю.
- Атрос: третьорядний персонаж; гримуча змія.
- Уруту Дорадо: третьорядний персонаж; яраракусу довжиною один метр сімдесят з чорними оксамитовими та золотими стрічками.
- Кораліна: третьорядний персонаж. Дуже красива коралова змія з червоними та чорними кільцями. Також тлумачиться як «дурна голова» за словами Ньясаніньї.
- Дрімобія: третьорядний персонаж. Дуже схожий на змію (яраракуса гори), хоча його зовнішній вигляд відрізняється від цього.
- Сіпо: третьорядний персонаж: змія. «Про прекрасного зеленого і великого мисливця на птахів».
- Радінея: третьорядний персонаж: змія. Описана як невелика і темного кольори, місце проживання якої — калюжі.
- Бойпева: третьорядний персонаж. Кулебра, характеристика якої полягає в тому, що вона приплющується до землі, навряд чи відчуває загрозу.
- Тригеміна: третьорядний персонаж. Коралова змія; худа, живе на деревах.
- Ескулапія: третьорядний персонаж. Кулебра, недовірливий до ярарасів.
- Анаконда: головний герой. Маючи довжину вісім футів, не мала особливої впевненості, оскільки не було «з району». Стає другом Ньяснаніньї та ворогом Хамадріаса. Її можна сприймати як розумну та надзвичайно сильну.
- Хамадріас: головний герой. Це королівська кобра з Індії, довжиною два метри шістдесят сантиметрів. Ворог Анаконди та Ньяснаніньї через потяг до влади та гордість, що призводить до смерті гадюк.
- Дабой: другорядний персонаж. Імунізована чорна пухнаста собака.
- Вчений: другорядний персонаж; людина, описаний як лисий і в білому костюмі.
- Колишній керівник Інституту: третьорядний персонаж; людина, має чорні окуляри.
- Фрагозо: другорядний персонаж, людина, пішак Інституту.
- Новий керівник Інституту: другорядний персонаж.

## Назва роману
Заголовок посилається на одного з головних героїв оповідання, а тому буде своєрідним однойменним заголовком. Саме ця назва могла мати метафоричне значення, оскільки Анаконда, найсильніша з усіх змій (за винятком малайського пітона), могла символізувати силу та опір, яким змії протиставляли людей.